# Euribor
A Euribor (acrônimo de Euro Interbank Offered Rate; em português: "taxa interbancária oferecida em euro") é uma das principais taxas de referência do mercado monetário da  Zona Euro. Indica a taxa de juros média dos empréstimos interbancários sem garantia da Zona Euro. O cálculo considera as taxas dos 32 principais bancos europeus, excluindo-se os valores extremos — os 15% mais altos e os 15% mais baixos.
A Euribor foi criada juntamente com o euro, em 1 de janeiro de 1999, sendo que a primeira taxa foi definida em 30 de dezembro de 1998, com validade a partir de 4 de janeiro de 1999. Contudo, antes dessa época já se publicava uma taxa semelhante chamada Aibor, e que também era publicada diariamente, para além de algumas taxas de juros locais.
A Euribor é calculada diariamente pela European Banking Federation (EBF) e publicada pela Reuters. A sua divulgação acontece às 11:00 horas (hora Central Europeia, e é rapidamente difundida pela imprensa. É muito utilizado como taxa de referência para os empréstimos bancários.

Taxas Euribor - 1 semana (verde), 3 meses (azul) e 12 meses (vermelho).

## Determinação
A oscilação das taxas de juros Euribor é, obviamente alinhada pelo volume de oferta e procura. Na verdade, trata-se apenas de uma taxa de juro do mercado que é formada por um grande número de bancos diferentes (Painel de Bancos). Contudo, outros fatores externos podem influenciar em boa escala o nível da taxa de juro Euribor, como por exemplo o crescimento económico e o nível da inflação. Regra geral, as taxas Euribor costumam evoluir de acordo com a taxa de referência praticada pelo Banco Central Europeu.

## Importância
A taxa Euribor é considerada como a taxa base para diversos produtos de taxas de juros (derivados). Encontram-se como exemplos, futuros de taxas de juros, swap de taxas de juros e contratos de garantias de taxas. A Euribor também é bastante utilizada como taxa de referência em empréstimos hipotecários e contas poupança. Em Portugal As taxas Euribor são os indexantes mais recorrentes nos empréstimos à habitação, tendo um grande impacto quando estas taxas caem, pois permite que o custo do crédito diminua, assim como quando aumentam, fazem subir os encargos. No caso dos depósitos, a remuneração destes também tende a refletir as oscilações destas taxas.

## A relação da Euribor com o Crédito Habitação
A prática corrente em Portugal, dentre as instituições que cedem crédito habitação, é praticar-se dois tipos de taxas: fixa e variável.  É na taxa variável que entra a Euribor, uma vez que esta taxa está indexada à mesma. No crédito habitação, a taxa Euribor funciona em conjunto com o spread sendo que estes dois fatores (spread mais Euribor) formam a taxa de juro do crédito.
Neste momento, a taxa Euribor está em valores mínimos o que tem reduzido o custo do crédito habitação. Contudo, mesmo isto pode ter os seus contras: estando em mínimos históricos a tendência será para a mesma subir eventualmente, pelo que o mercado deve preparar-se para taxas de juro mais elevadas.

## Painel de Bancos
Os bancos usados para determinar a taxa Euribor varia com o tempo, sendo sua escolha responsabilidade da Federação de Bancos Europeus.
| Pais          | Banco                                                                          |
| ------------- | ------------------------------------------------------------------------------ |
| Alemanha      | Deutsche Bank DZ Bank                                                          |
| Bélgica       | Belfius                                                                        |
| Espanha       | Banco Bilbao Vizcaya Argentaria Banco Santander CECABANK CaixaBank S.A.        |
| França        | BNP - Paribas Crédit Agricole S.A. HSBC France Natixis / BPCE Société Générale |
| Holanda       | ING Bank                                                                       |
| Itália        | Intesa Sanpaolo Unicredit                                                      |
| Luxemburgo    | Banque et Caisse d'Épargne de l'État                                           |
| Portugal      | Caixa Geral De Depósitos (CGD)                                                 |
| Outros bancos | Barclays Capital                                                               |

## Prazos
Atualmente, há 5 taxas Euribor (embora no passado esse número tenha chegado a 15) a depender do prazo do empréstimo - 1 semana, 1 mês, 3 meses, 6 meses e 12 meses. Quanto maior o prazo, maior a taxa: Euribor para 12 meses (EUR 12M) é maior que a Euribor para 6 meses (EUR 6M), que, por sua vez, é maior que a Euribor para 3 meses (EUR 3M) e assim por diante. A taxa é calculada proporcionalmente sobre uma base de 360 dias, para qualquer outro prazo.